# Knole House

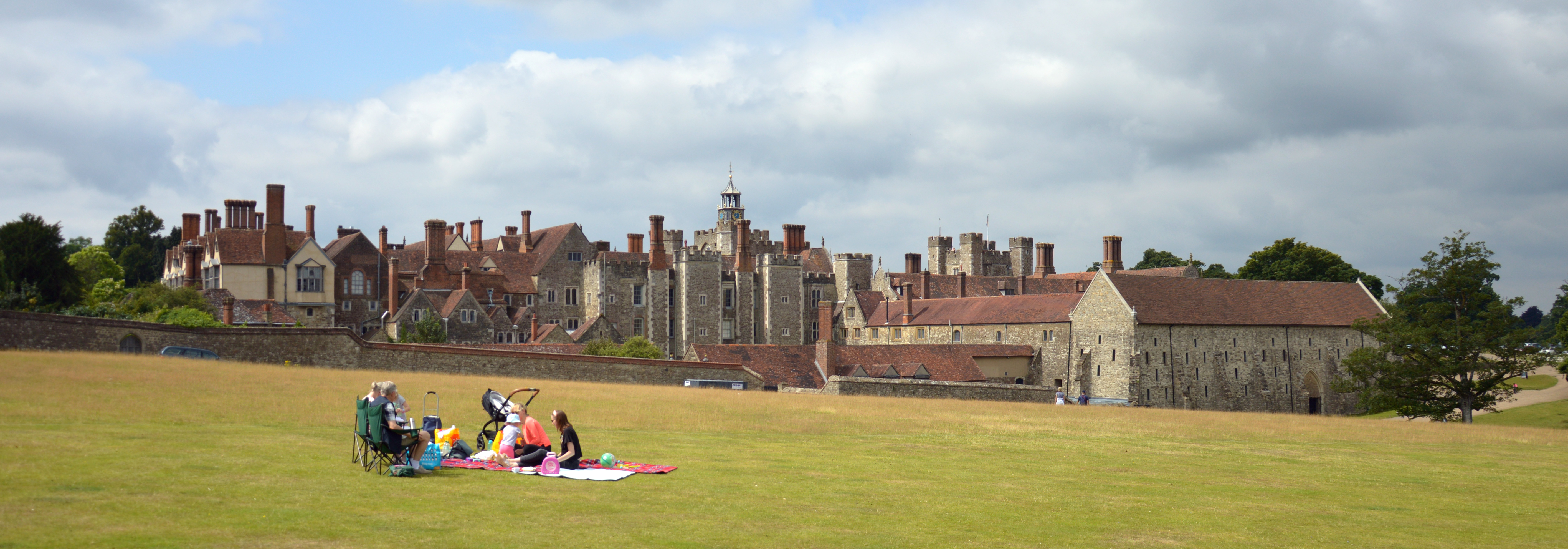
Knole House

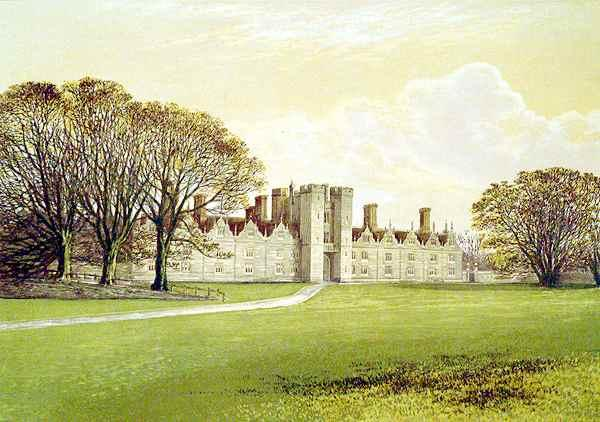
Knole rond 1880

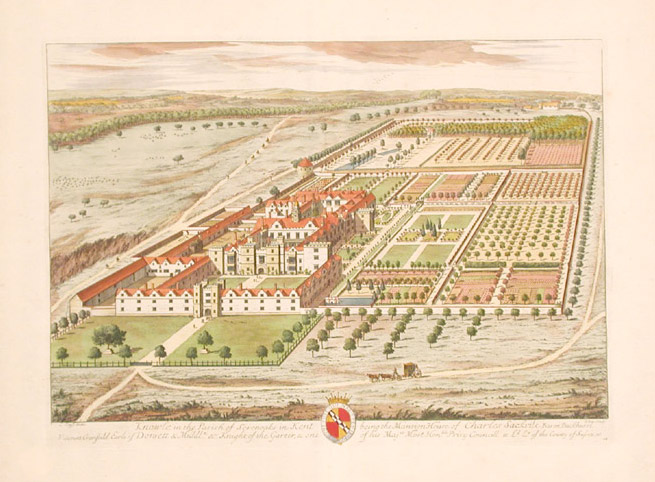
Knole rond 1709

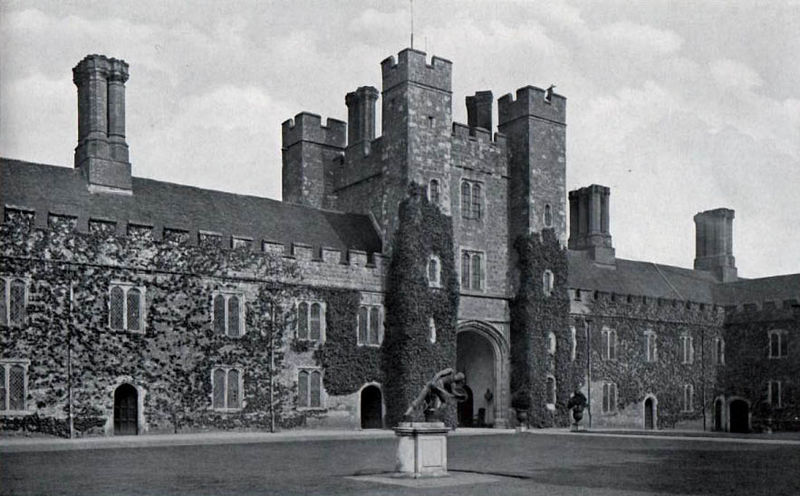
The Green Court

Knole House is een historisch Engels landgoed, gelegen in de buurt van Sevenoaks in het noordwesten van Kent, bestaande uit een landhuis (Knole House), omringd door een 400 hectare groot hertenpark (Knole Park) en bijbehorende landerijen.
Het Knole Park is het enige bewaard gebleven middeleeuws hertenpark in Kent. Sika- en Fallowherten lopen er vrij rond tussen de eeuwenoude eiken, beuken en hazelnootbomen, wat aan het park een unieke tijdloosheid geeft die de afgelopen 400 jaar nauwelijks is veranderd, behalve tijdens de grote storm van 1987 toen meer dan 70% van de bomen sneuvelde; sindsdien zijn er meer dan 200.000 bomen opnieuw aangeplant.
Het landhuis werd gebouwd door Thomas Bourchier, aartsbisschop van Canterbury, tussen 1456 en 1486. Na diens dood werd het huis nagelaten aan het Bisdom Canterbury, maar in 1538 werd het door koning Hendrik VIII aan aartsbisschop Thomas Cranmer ontnomen en vergroot. Het landhuis staat bekend als een zogenaamd calendar house met 365 kamers, 52 trappen en 7 binnenplaatsen.
In 1566, tijdens de regeerperiode van koningin Elizabeth I, werd het cadeau gedaan aan haar neef Thomas Sackville; sindsdien hebben afstammelingen van de earls en hertogen van Dorset en barons Sackville er gewoond. De bekendste uit de familie is de schrijfster Vita Sackville-West (haar boek Knole en de Sackvilles (1922) wordt beschouwd als een klassieker in de literatuur over Engelse landhuizen), evenals haar bestverkopende boek The Edwardians. Haar vriendin Virginia Woolf schreef Orlando, gebaseerd op de geschiedenis van het huis en de familie Sackville. Vita Sackville-West groeide als enig kind op in het familiedomein Knole, dat ze niet kon erven omdat ze een meisje was.
Veel kamers in Knole House staan open voor het publiek. Te zien zijn onder meer een verzameling 17e-eeuws koninklijk Stuart meubilair, waaronder drie staatsiebedden, meubelen en zilver; het prototype van het zogenoemde Knole-bankstel; tapijten en textiel; portretten geschilderd door Van Dyck, Gainsborough, sir Peter Lely, sir Godfrey Kneller en Joshua Reynolds (de laatste een persoonlijke vriend van de 3e earl), en een kopie van de Raphaël-cartoons.
Van Reynolds zijn onder meer te zien: een zelfportret en de afbeeldingen van Samuel Johnson, Oliver Goldsmith en een Chinese page die in het huishouden van de Sackvilles was opgenomen, alle bijzonder karaktervol en krachtig.
Er zijn ook overblijfsels uit de Engelse Renaissance: een Italiaanse trap en de op een gesneden schouw en haard in de grote zaal.
Knole is tegenwoordig in beheer bij de National Trust. Knole House is eigendom van de Trust, maar wordt nog voor de helft bewoond door de familie Sackville, die ook nog het park en de tuinen in eigendom heeft.
Knole Park, het park waar Knole House gelegen is, werd in 1967 gebruikt voor de opnamen van de Beatles-videoclips Penny Lane en Strawberry Fields Forever. De stenen boog waar de vier Beatles door heen reden ligt aan de zuidoostkant van het Bird House, dat te vinden is aan de zuidoostelijke kant van Knole House.